# Schleinikon
Schleinikon (im Ortsdialekt Schliinike [ˈʃliːnikχə]) ist eine politische Gemeinde im Bezirk Dielsdorf des Kantons Zürich in der Schweiz. Zur Gemeinde gehören die Ortsteile Schleinikon, Dachsleren und Wasen.

## Wappen
Blasonierung:
In Blau ein silberner Fieberkleestengel mit fünf Blüten

## Geographie
Das Dorfzentrum liegt auf der südlichen Seite des Wehntals, das durch die Surb entwässert wird. Das Gemeindegebiet erstreckt sich vom Lägerengrat im Süden bis zur Egg im Norden. Es grenzt an Oberweningen, Niederweningen, Otelfingen, Boppelsen und Regensberg sowie ganz im Norden an Siglistorf im Kanton Aargau. Die Landwirtschaftsfläche ist 48,4 %, Wald und Gehölze sind 44,0 %, 4,6 % sind Siedlungs-, 2,7 % Verkehrs- und 0,4 % Gewässerfläche (Stand 2018).

## Bevölkerung
| Jahr      | 1634 | 1764 | 1850 | 1900 | 1950 | 2000 | 2005 | 2010 | 2015 | 2020 | 2022 |
| --------- | ---- | ---- | ---- | ---- | ---- | ---- | ---- | ---- | ---- | ---- | ---- |
| Einwohner | 290  | 324  | 523  | 343  | 334  | 637  | 687  | 717  | 720  | 856  | 861  |

Seit 1992 hat die Bevölkerung um 22 % zugenommen, davon entfallen 8 % auf einen Geburtenüberschuss und 13 % auf die Zuwanderung aus anderen Orten. Mehr als 77 % der berufstätigen Einwohner sind Pendler.

## Politik
Gemeindepräsidentin ist seit März 2022 Florina Böhler-Steiger (parteilos, Stand Dezember 2023).
Bei der Nationalratswahl 2019 erreichten die Parteien folgende Wähleranteile: SVP 43,54 %, Grüne 13,64 %, glp 10,74 %, SP 9,81 %, FDP 8,55 %, EDU 4,38 %, EVP 3,93 %, CVP 2,23 %, BDP 0,99 %, AL 0,95 % und andere (7) 1,22 %.

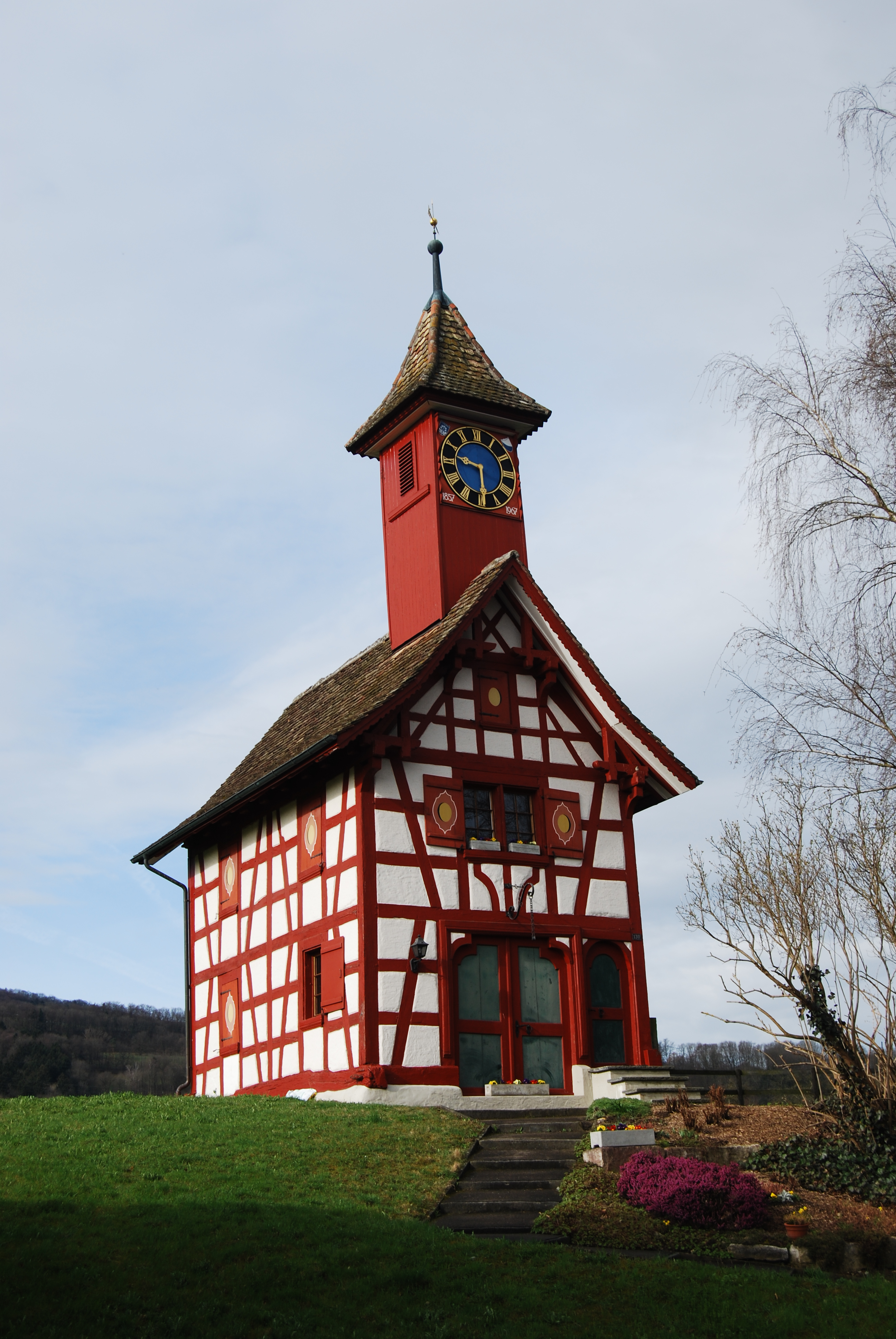
Zythüsli

Historisches Luftbild von Werner Friedli (1967)

Die Wähleranteile bei der Nationalratswahl 2023: SVP 40,13 % (+1,47 %), SP 11,16 % (+0,60 %), FDP 10,66 % (−0,85 %), glp 10,54 % (−0,98 %), Die Mitte 9,62 % (+3,37 %), Grüne 6,83 % (−3,66 %), EVP 4,92 % (+1,22 %), EDU 3,75 % (−2,48 %), Aufrecht Zürich 1,1 %, andere (11) 1,30 %.

## Verkehr
Schleinikon liegt an der Wehntalbahn (Oberglatt–Niederweningen), die von der S 15 Rapperswil – Uster – Zürich HB – Oberglatt – Niederweningen  befahren wird, verfügt allerdings über keine Bahnstation.
Erschlossen wird die Gemeinde unter der Woche zu Hauptverkehrszeiten von der Postauto-Buslinie 555, die vom Bahnhof Schöfflisdorf-Oberweningen aus verkehrt. Die drei Haltestellen Wasen, Dachsleren und Schleinikon Dorf erschliessen die jeweiligen Ortschaften auf Gemeindegebiet.
Die Hauptstrasse 17 von Zürich nach Döttingen führt durch Schleinikon.

## Sehenswürdigkeiten
Der bekannteste Bau in Schleinikon ist das Zythüsli, ein im 18. Jahrhundert erstellter Riegelbau.